# قائمة الهندوس الحاصلين على جائزة نوبل
جائزة نوبل هي جائزة مرموقة تمنح للمساهمات البارزة في مجال الكيمياء والفيزياء والأدب والسلام، والفيزيولوجيا أو الطب والإقتصاد. منذ عام 1900، تم منح أكثر من 850 شخصًا جائزة نوبل. على الرغم من أن الهندوس يمثلون حوالي 14% من مجمل سكان العالم، الاّ أنهم حصلوا على 1% فقط من مجمل جوائز نوبل. حصل ثمانية من الهندوس على جائزة نوبل، سبعة منهم من الهند إلى جانب فيديادر سوراجبراساد نيبول المنحدر من ترينيداد. وفيما يلي قائمة بأسماء الهندوس الحاصلين على جائزة نوبل:
| سنة  | الحائز                    | التصنيف  | الدولة                  |
| ---- | ------------------------- | -------- | ----------------------- |
| 1913 | روبندرونات طاغور          | الأدب    | الهند                   |
| 1930 | تشاندراسيخارا رامان       | الفيزياء | الهند                   |
| 1968 | هار غوبند خورانا          | الفيزياء | الهند/ الولايات المتحدة |
| 1983 | سابرامانين تشاندراسخار    | الفيزياء | الهند                   |
| 1998 | أمارتيا سن                | الإقتصاد | الهند/ بنغلاديش         |
| 2001 | فيديادر سوراجبراساد نيبول | الأدب    | ترينيداد وتوباغو        |
| 2009 | فينكاترامان راماكريشنان   | الكيمياء | الهند/ الولايات المتحدة |
| 2014 | كايلاش ساتيارثي           | السلام   | الهند                   |